# Pero
Pero, na mitologia grega, foi uma filha de Neleu e Clóris, casada com Bias, e, segundo algumas versões, mãe de Talau.
Sua história é contada por Homero, no Livro XI da Odisseia.

## Família
Seu pai, Neleu, era filho de Tiro e Posidão. Sua mãe, Clóris, era filha de Anfião  Níobe.
Neleu e Clóris tiveram uma filha, Pero, e vários filhos: Taurus, Asterius, Pylaon, Deimachus, Eurybius, Epilaus, Phrasius, Eurymenes, Evagoras, Alastor, Nestor e Periclymenus. Quando Héracles atacou Pilos, Periclymenus transformou-se em leão, cobra e abelha, mas foi morto por Héracles, junto com os outros filhos de Neleu, exceto Nestor, que estava vivendo entre os generians.

## Casamento
Bias, seu pretendente, era parente de Neleu; ele era filho de Amythaon e Idomene, filha de Feres; Feres era filho de Tiro e Creteu.
Como havia vários pretendentes a Pero, Neleu decidiu que ela se casaria com quem trouxesse para ele o gado de Phylacus, que era guardado por um cão que não deixava nem homem nem animal chegar perto. Bias pediu ajuda a seu irmão Melampo, que previu que seria pego ao tentar roubar o gado e seria mantido prisioneiro por um ano. De fato, isto aconteceu, e, próximo do final do período, Melampo ouviu os vermes que comiam a madeira falando que eles já tinham comido quase tudo; ele pediu para ser transferido de cela, e, quando a cela desabou, Phylacus ficou muito admirado dele. Percebendo que Melampo era um adivinho, Phylacus perguntou como seu filho, Iphyclus, poderia ter um filho. Melampo pediu, como preço, o gado, e, após haver feito Iphyclus ter um filho, Podarces, recebeu o gado, levou-o para Pilos e recebeu Pero para ser esposa de seu irmão.
Melampo conseguiu, ao curar as mulheres de Argos de uma loucura causada por Dionísio, que o reino fosse dividido em três, recebendo uma parte para si e outra para Bias.

## Descendentes
Pero e Bias foram os pais de Talau, que se casou com Lisímaca, filha de Abas, filho de Melampo, e teve vários filhos, Adrasto, Partenopeu, Pronax, Mecisteu, Aristômaco e Erifila.
O casal também teve outros filhos, Areius e Leodocus. Os três irmãos, Talau, Areius e Leodocus, foram argonautas.